# Bowlingregeln
Die hier beschriebenen Bowlingregeln beziehen sich auf die offiziellen USBC-Regeln für das Bowlingspiel.

## Grundsätzliches
Jeder Spieler einer Mannschaft spielt der Reihe nach mit einem Bowlingball auf die Pins (zehn Stück, in einem Dreieck aufgestellt).
Der Spieler hat pro Durchlauf („Frame“) zwei Versuche, um alle Pins abzuräumen. Ein Spiel („Game“) besteht aus zehn Durchläufen.
Der Bowlingspieler strebt danach, viele „Strikes“ (alle Pins fallen schon nach dem ersten Wurf) zu werfen, weil dies die meisten Punkte in der Wertung ergibt. Stehengebliebene Pins können im zweiten Wurf komplett abgeräumt werden. Der Spieler hat dann einen „Spare“ geschafft.
Fallen nach dem zweiten Wurf nicht alle Pins, spricht man von einem „Open Frame“.
Während des Spiels gibt es zehn Durchgänge, die Häuser (Frames), in welchen das jeweilige Spielergebnis im Spielformular eingetragen wird.
Special Olympics bietet für geistig und mehrfach behinderte Menschen Wettkämpfe und Trainingsmöglichkeiten im Bowling an. Hierbei sind besondere Hilfsmittel, zum Beispiel Rampen, zugelassen.

## Symbole, die Punktebewertung und ihr Bonussystem

### Strike, „X“
Wertung: 10 Punkte. Im Ergebnisfeld des „Strike“ addieren sich zu den 10 getroffenen Pins noch die Anzahl der Pins, die in den nächsten zwei Würfen geräumt werden.
Die Anzeige zeigt ein „X“ für Strike.

### Spare, „/“
Im ersten Wurf wurden nicht alle Pins abgeräumt. Erst im zweiten Wurf sind alle Pins abgeräumt.
Die Anzeige zeigt im ersten Wurf die im ersten Wurf geräumten Pins, im zweiten Wurf einen „/“ für Spare.
Wertung: 10 Punkte. Im Ergebnisfeld des „Spare“ addiert sich zu den 10 getroffenen Pins noch die Anzahl der Pins, die im nächsten Wurf geräumt werden.

### Miss, „-“
Wird in einem Wurf kein Pin getroffen, wird ein Miss (engl. to miss „verfehlen“) angezeigt, in der Anzeige durch einen waagerechten Strich symbolisiert.

### Foul, „F“
Wird ein Wurf ausgeführt und der Spieler übertritt dabei die Foullinie – eine Linie zwischen dem Anlauf und der Lauffläche –, wird der Wurf mit 0 Punkten bewertet.
Abgeräumte Pins zählen nicht, für den zweiten Wurf werden alle Pins nochmals komplett neu aufgestellt.
Die Anzeige zeigt ein „F“ für Foul.

### Anzeige „1“-„9“
Wird weder Strike noch Spare geschafft, steht die Anzahl der im entsprechenden Wurf geräumten Pins in der Anzeige.

### Split
Wenn nach dem ersten Wurf der erste Pin getroffen worden ist und auch mindestens ein Pin zwischen zwei oder mehr stehenden Pins getroffen ist, spricht man von einem „Split“.
Das weist auf eine schwierig abzuräumende Spielsituation hin, hat jedoch keinerlei Einfluss auf die Wertung. In der Anzeige ist das Wurfergebnis rot eingekreist.

### Besonderheit des zehnten Hauses (Frames)
Im zehnten Haus hat der Spieler die Möglichkeit, maximal drei Strikes zu schaffen. Es gibt einen dritten Wurf, wenn entweder im ersten Wurf ein „Strike“ oder zumindest im zweiten Wurf ein „Spare“ gelungen ist. Im 10. Haus können höchstens 30 Punkte erzielt werden – es gibt also hier keinen Bonus für ein aufeinanderfolgendes „Strike“ oder „Spare“.

## Berechnung des Scores anhand eines Beispiels
Das Resultat eines Spieles setzt sich aus der Anzahl der getroffenen Pins und deren Bonussystemen (Strike und Spare, s.o) zusammen. Das dritte Haus (Frame) wurde zu Ende gespielt.
Für die Berechnung wird im ersten Haus begonnen und Haus für Haus weitergerechnet:
1. Haus

Der Spieler hat einen Strike geworfen. Es werden die nächsten beiden Würfe zum geworfenen Strike addiert. Hier im zweiten Haus den 1. und 2. Wurf.
Dies sind im folgenden Beispiel 3 und 7 Pins = 10 Pins „Spare“ im 2. Haus.
Eintrag 1. Haus: 10 + 3 + 7 = 20
2. Haus

Der Spieler hat einen Spare geworfen. Die Anzahl der geräumten Pins des nächsten Wurfes müssen addiert werden. Hier im dritten Haus der erste Wurf, also 8.
Eintrag 2. Haus: 20 + 10 + 8 = 38
3. Haus

Eintrag 3. Haus: 20 + 3 + 7 + 8 + 8 + 0 = 46
Ausführlich: 10 (Strike) + 3+7 (plus die nächsten beiden Würfe, weil Strike) + 10 (Spare) + 8 (plus der nächste Wurf, weil Spare) + 8+0 = 46
Nach diesem Muster wird weitergezählt.
Maximal können in einem Spiel 300 Punkte mit zwölf Strikes erzielt werden (9 Frames und 3 Würfe im 10. Frame). Dies ist auch als „Perfect Game“ bekannt, welches in Bowlingkreisen sehr begehrt ist.

## Spielarten

### Handicap
Ein Handicap besagt, dass einem schwächeren Spieler (HDC) oder Team (THDC) von vornherein ein Punkte-Vorsprung gegeben wird.

### Ligamodus
Im Liga-Modus (Wechselbahn; amerikanische Spielweise) werden zwei nebeneinander liegende Bahnen bespielt. Es muss jedes Haus abwechselnd auf der Nebenbahn gespielt werden. Somit ist Chancengleichheit in Bezug auf den Zustand der einzelnen Bahnen gewährleistet.

### Low-Pin-Tap (7, 8 oder 9 Pin-Tap, auch NO-TAP genannt)
Es wird vereinbart, dass einzelnen oder allen Spielern eingeräumt wird, nach einem 7-er, 8-er oder 9-er Anwurf (1. Wurf) einen Strike zu erhalten.

### Low-Game
Der Spieler, welcher möglichst wenige Pins trifft, hat gewonnen. Trifft er allerdings im Anwurf gar keinen, dann wird ein Strike bzw. beim zweiten Wurf ein Spare (hier nicht erwünscht) gezählt.

### Pacer
Sind in einem Turnier weniger Spieler auf einer (Doppel-)Bahn, als auf anderen Bahnen, so kann ein beliebiger Bowlingspieler außer Konkurrenz mitspielen, d. h., er spielt ohne vorherige Turnierqualifikation mit und sein Ergebnis wird nicht gewertet. Dadurch wird jedoch sichergestellt, dass auf allen Bahnen die gleiche Anzahl von Spielern spielt und sich die Bahnen dadurch vergleichbar abspielen. Als Pacer kann beispielsweise ein Spieler eingeladen werden, der vorher in der Qualifikationsphase ausgeschieden ist bzw. sich gar nicht erst qualifiziert hat. Es werden auch gerne Organisationsmitglieder der Turnierleitung eingeladen, als Pacer mitzuspielen.

### Blindspieler
Sollte ein Spieler eines Teams verhindert sein, wird dessen Name im Spiel mitgeführt. Als sein „Spielergebnis“ wird ein vorher von der Ligaleitung beschlossener Wert eingetragen, beispielsweise sein (Durch)Schnitt, der um einen gewissen Wert reduziert wurde, z. B. Schnitt -10 Pins.

## Gepflogenheiten
Es ist gang und gäbe, dass nur ein Spieler den sogenannten „Anlauf“ betritt – hiermit ist der Bereich vor der Foullinie gemeint. Dies verhindert eine eventuelle Behinderung eines anderen Spielers, falls dieser gerade seinen Wurf ausführt. Dieser gilt als ausgeführt, wenn der Spieler die Bowlingkugel losgelassen und diese die Foullinie in Richtung der Pins überquert hat. Betreten zeitgleich Spieler zweier Bahnen den Anlauf, so hat der jeweils linke Spieler zu warten.
Dies ist nicht nur als Gepflogenheit zu sehen, es ist eine Regel des Bowlingsports.
In Turnieren steht nur ein Spieler auf dem Anlauf, links und rechts steht keiner. Dies soll verhindern, dass der Spieler abgelenkt wird im gesamten Ablauf bis zur Ballfreigabe. Außerdem werden so Unfälle vermieden.